# Monomorium excelsior
Monomorium excelsior är en myrart som beskrevs av Arnold 1926. Monomorium excelsior ingår i släktet Monomorium och familjen myror. Inga underarter finns listade i Catalogue of Life.